# Hind-Klasse
Die Hind-Klasse war eine Klasse von vier 10-Kanonen-Sloops der britischen Marine, die von 1744 bis 1772 in Dienst stand.

## Allgemeines
Die Klasse wurde von dem Surveyor of the Navy Sir Joseph Allin entworfen. Zwei Einheiten wurden am 6. Augustjul. / 17. August 1743greg. als Ersatz für zwei ehemalige spanische Schiffe (Rupert's Prize und Pembroke's Prize) bei privaten Werften bestellt. Diesen folgte am 18. Augustjul. / 29. August 1743greg. ein Bauauftrag von zwei weiteren Schiffen bei der Marinewerft in Deptford.

## Einheiten
| Name    | Bauwerft                             | Bestellung      | Kiellegung         | Stapellauf       | Indienststellung | Verbleib                                                               |
| ------- | ------------------------------------ | --------------- | ------------------ | ---------------- | ---------------- | ---------------------------------------------------------------------- |
| Hind    | Blackwall Yard, Blackwall (London)   | 6. August 1743  | 11. September 1743 | 19. April 1744   | 5. April 1744    | Am 1. September 1747 auf Grund gelaufen und verloren gegangen          |
| Vulture | Limehouse Hole, Limehouse (London)   | 6. August 1743  | 11. September 1743 | 4. Mai 1744      | 2. April 1744    | Am 30. Januar 1761 verkauft                                            |
| Jamaica | Deptford Dockyard, Deptford (London) | 18. August 1743 | 15. September 1743 | 17. Juli 1744    | 14. Juli 1744    | Am 27. Januar 1770 auf Grund gelaufen und verloren gegangen            |
| Trial   | Deptford Dockyard, Deptford (London) | 18. August 1743 | 15. September 1743 | 9. November 1744 | 14. Juli 1744    | Ab August 1772 aufgelegt und ab 3. Januar 1776 in Woolwich abgebrochen |

## Technische Beschreibung
Bei den Schiffen der Klasse handelt es sich um zweimastige (Fockmast und Großmast) Rahsegler mit Schnautakelage und einem durchgehenden Geschützdecks. Sie hatten eine Länge von 27,8 Metern (Geschützdeck), eine Breite von 7,9 Metern und einen Tiefgang von 3,71 Metern bei einer Vermessung von 266 20⁄94 tons (bm). Die Besatzung bestand aus 110 Mann und die Bewaffnung aus zehn 6-Pfünder-Kanonen und vierzehn ½-Pfünder-Drehbassen (ab 1748: 125 Mann Besatzung und vierzehn Kanonen).

## Bemerkungen
1. ↑  Üblicherweise wurde bei der Bewaffnung die Bestückung mit Drehbassen nicht mitgezählt.